# مصطفى صمودي
مصطفى زكريا صَمّودي (1953) شاعر وممثل مسرحي وكاتب سوري. ولد في حماه ودرس في جامعة دمشق وتخرّج مجازًا في الآداب. عمل معاونًا لمدير المركز الثقافي بها. نشر شعره في الصحف والمجلات السوريّة. له مجموعات ومسرحيات شعرية عديدة ومؤلفات غير أدبية في موضوعات شتى. وهو عضو بجمعية المسرح في اتحاد الكتاب العرب. كتب الشّعر والقصة والمقال الأدبي والبحث والزجل وقام بالتمثيل في المسرح، وألّف الأغاني ولحّنها. يكتب الشعر العمودي والحديث والعامي ويعزف على جميع الآلات الوترية. 

## سيرته
ولد مصطفى زكريا صَمّودي في عام 1953 أو يقال في في 1946 في حماة ودرس في جامعة دمشق وتخرّج مجازًا في الآداب. عمل معاونًا لمدير المركز الثقافي بها.

عن مشاركاته المسرحية، شارك بأول مهرجان لوزارة الثّقافة، وحصل على أفضل ممثّل، ولثلاث سنوات متتالية 1973-1974-1975. لم يتبع التمثيل بسبب عدم رغبة والدته، حيث انقطع نحو ثماني سنوات عن التمثيل في المسرح، وعاد بعد وفاتها، وقدّم ألحاناً موسيقية .

في أواخر التسعينات حصل على جائزة أفضل مخرج عن نص كريستوفر مارلوم معاصر شكسبي بعنوان يهودي مالطا ومثّل دور باراباس، وقدّم العمل في مهرجان حماة. حصل على أكثر من جائزة محلّية وعربية بالشّعر، 

ألّف ولحّن مئة وخمسين أغنية لمطربي حماة، وكوّن فرقة المركز الثقافي الموسيقيّة والمسرحيّة من 1982 حتى 1992.

## جوائزه
- 1973-74-75: أفضل ممثل، وزارة الثقافة السورية.
- جائزة أفضل مخرج عن نص كريستوفر مارلوم معاصر شكسبي بعنوان يهودي مالطا
- جائزة مسابقة الطائف في السعودية

## مؤلفاته
من دواوينه الشعرية:
- شموع الذكريات، 1969
- الانشطار، 1975
- صاحبة الثوب الأخضر، 1985
- الشام أتت
- من عليها السلام

من مسرحياته:
- أغنية البحر، 1980
- ألوان وضباب، 1985
- المتوازيان، 1988
- الملك والوزير، 1991
- مسرحية مارا، 1991
- كرونوس و التيتانوس، 2007
- شيطان سان، 2011

من آثاره غير أدبية:
- من جلجامش إلى نيتشه، بحث في الثقافة العالمية، 2009
- في رحاب النص المسرحي، 2015